# NGF
NGF (англ. Nerve growth factor) – білок, який кодується однойменним геном, розташованим у людей на короткому плечі 1-ї хромосоми.  Довжина поліпептидного ланцюга білка становить 241 амінокислот, а молекулярна маса — 26 959.
| 10         |  | 20         |  | 30         |  | 40         |  | 50         |
| ---------- |  | ---------- |  | ---------- |  | ---------- |  | ---------- |
| MSMLFYTLIT |  | AFLIGIQAEP |  | HSESNVPAGH |  | TIPQAHWTKL |  | QHSLDTALRR |
| ARSAPAAAIA |  | ARVAGQTRNI |  | TVDPRLFKKR |  | RLRSPRVLFS |  | TQPPREAADT |
| QDLDFEVGGA |  | APFNRTHRSK |  | RSSSHPIFHR |  | GEFSVCDSVS |  | VWVGDKTTAT |
| DIKGKEVMVL |  | GEVNINNSVF |  | KQYFFETKCR |  | DPNPVDSGCR |  | GIDSKHWNSY |
| CTTTHTFVKA |  | LTMDGKQAAW |  | RFIRIDTACV |  | CVLSRKAVRR |  | A          |

A: Аланін

C: Цистеїн

D: Аспарагінова кислота

E: Глутамінова кислота

F: Фенілаланін

G: Гліцин

H: Гістидин

I: Ізолейцин

K: Лізин

L: Лейцин

M: Метіонін

N: Аспарагін

P: Пролін

Q: Глутамін

R: Аргінін

S: Серин

T: Треонін

V: Валін

W: Триптофан

Кодований геном білок за функціями належить до інгібіторів протеаз, факторів росту, інгібіторів металоферментів. 
Секретований назовні.